# はくちょう座P星
はくちょう座P星 (P Cygni) は、はくちょう座の方向にある爆発型変光星である。巨大な高光度青色変光星 (LBV) で、スペクトル分類はB1Ia+（青色超巨星）であり、銀河系で最も光度の大きい恒星の1つである。

## 特徴

### 観測的特徴
地球からは5,000光年から6,000光年離れているが、5等星なので空が暗い場所なら肉眼で見ることができる。16世紀末に突然明るく輝きだして3等星になるまでは知られていなかった。1600年8月18日にオランダの地図製作者ウィレム・ブラウが初めて観測し、新星としてバイエル符号のPが付与された。6年後から徐々に減光し、1626年には肉眼では見えない程暗くなった。1655年に再び増光し1662年に減光、1665年に再度増光した後、光度変化が繰り返され、1715年以降は5等星として安定し、小さい変動が続く一方、100年で0.15等級前後とわずかずつ増光しているとの報告がある。21世紀初頭における明るさは4.8等級で、数日程度の短い周期で0.1等級未満の不規則な変光を示し、より長い時間軸では0.2等級程度の振幅で不規則に変動している。。
2018年8月には東京大学のグループにより、1600年の増光時に放出されたガスによって生じた半径約2兆kmの衝撃波とは別に、半径約7000万kmの衝撃波が存在するという研究結果が発表された。この衝撃波は、従来知られていた外側の衝撃波と異なり、定常的な恒星からのガスの放出によって生じたものであると考えられている。
はくちょう座P星はかつて、「永遠の新星」と呼ばれていた。スペクトルの類似やガスの放出、そして新星が爆発型変光星と混同されていたことがあるためだが、現在は新星とは別種の天体であることが明らかとなっている。

### 進化
はくちょう座P星のような明るい高光度青色変光星は、極めて珍しく、寿命も短い。このような星は、銀河の中で星の誕生が激しく続いている場所にしか現れない。高光度青色変光星は質量とエネルギーが非常に大きいため（典型的なものは太陽の50倍の質量、1万倍の光度を持つ）、核融合燃料の水素をすぐに使い尽くしてしまう。このような恒星はわずか数百万年輝いた後、超新星となって爆発する。2006年に観測された超新星SN 2006gyは、銀河系から2億3800万光年離れた位置にあった、はくちょう座P星のような高光度青色変光星の最後の姿だと考えられている。
はくちょう座P星の場合、主系列を離れて間もない水素殻燃焼を起こしている段階で、赤色超巨星への進化の途上にあると考えられ、最後はIIb型超新星として一生を終えると予想される。

## P Cyg プロファイル

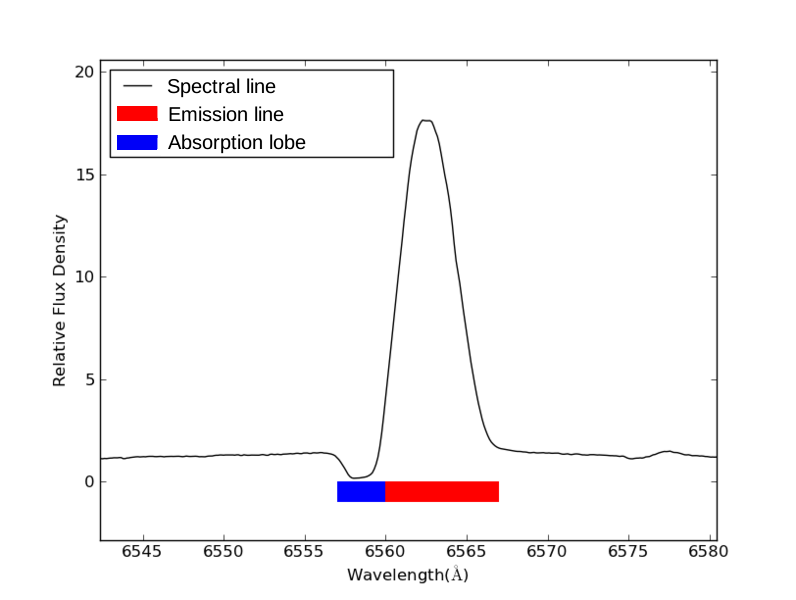
はくちょう座P星のH_{α}スペクトルにみるP Cyg プロファイル。

分光学的な観測では、単一スペクトル線のプロファイル中に輝線と吸収線の両方が観測され、恒星から離れた位置にまで広がった膨張するガスの外層の存在が示唆された。スペクトル線本来の波長と比べると、恒星に近い高温の領域から放射される輝線は、高い熱運動速度と全方位への膨張によって大きなドップラー幅を持つ一方、より恒星から離れた位置でできる吸収線は、恒星の光を遮る方向でのみ生じ、その方向に膨張するガスは観測者に向かって接近するため青方偏移する。このようなプロファイルは、はくちょう座P星で初めて発見されたのでP Cyg プロファイルと呼ばれ、様々なタイプの恒星の恒星風を研究するのに役立つ。